# 주디스 라이트
주디스 라이트(Judith Light, 1949년 1월 9일 ~ )는 미국의 배우이다.

## 출연 작품
- 틱, 틱... 붐! (2021)
- 비포 유 노 잇 (2018)
- 핫 에어 (2018)
- 디깅 포 파이어 (2015)
- 트랜스페어런트 (2014)
- 위 윌 네버 해브 파리 (2014)
- 어 브로큰 소울 (2007)
- 세이브 미 (2007)
- 아이라 앤 애비 (2006)
- 어글리 베티 (2006)
- 이집트 왕자 2 (2000)
- Law & Order : 성범죄전담반 1 (1999)
- 어 스텝 투워드 투마로우 (1996)
- 폴 모넷 (1996)
- 인플루언스 (1994)
- 빗나간 모정 (1991)
- 원 라이프 투 리브 (1968)